# 1865.
◄ | 18. stoljeće | 19. stoljeće | 20. stoljeće | ►
◄ | 1830-ih | 1840-ih | 1850-ih | 1860-ih | 1870-ih | 1880-ih | 1890-ih | ►
◄◄ | ◄ | 1862. | 1863. | 1864. | 1865. | 1866. | 1867. | 1868. | ► | ►►
Arhitektura • Astronomija • Biologija • Fotografija • Glazba • Kazalište • Kemija • Kiparstvo • Knjige • Književnost • Kršćanstvo • Meteorologija • Medicina • Planinarstvo • Politika • Pravo • Promet • Slikarstvo • Šport • Znanost • Željeznički promet

## Događaji
- 9. travnja – Bitka kod Appomattoxa, posljednja bitka konfederacijskog generala Roberta E. Leeja nakon čega se predaje snagama Unije čime službeno završava američki građanski rat.
- 1. svibnja — Bartolomé Mitre, predsjednik Argentine, organizirao savez između Argentine i Urugvaja, koji je zajednički objavio rat Paragvaju.
- 7. listopada – U Zadru svečano otvoreno Novo kazalište, srušeno nakon Drugog svjetskog rata

## Rođenja
- 31. siječnja – Patrijarh Tihon, patrijarh Ruske pravoslavne Crkve († 1925.)
- 2. veljače – Ćiro Truhelka, hrvatski arheolog i povjesničar († 1942.)
- 17. veljače – Silvije Strahimir Kranjčević, hrvatski književnik († 1908.)
- 3. travnja – Menci Klement Crnčić, hrvatski slikar i grafičar († 1930.)
- 29. travnja – Max Fabiani, slovenski arhitekt († 1962.)
- 30. travnja – Max Nettlau, njemački anarhist i povjesničar († 1944.)
- 10. lipnja – Frederick Albert Cook, američki zemljopisni istraživač i pisac († 1940.)
- 19. lipnja – Alfred Hugenberg, njemački političar i poduzenik († 1951.)
- 7. kolovoza – Lovrenc Barilić, pisac i svećenik gradišćanskih Hrvata († 1945.)
- 2. studenog – Warren G. Harding, 29. predsjednik SAD-a († 1923.)
- 28. studenog – James Brandon Connolly, američki atletičar, prvi olimpijski pobjednik Igara modernog doba († 1957.)
- 28. studenog – Berchmana Leidenix, hrvatska katolička redovnica, mučenica i blaženica († 1941.)
- 8. prosinca – Jean Sibelius, finski skladatelj († 1957.)
- 30. prosinca – Rudyard Kipling, engleski književnik, († 1936.)

## Smrti
- 25. veljače – Otto Ludwig, njemački književnik (* 1813.)
- 3. ožujka – fra Mihovil Sučić, jedan od prvih liječnika kirurga u Bosni i Hercegovini
- 15. travnja – Abraham Lincoln, američki predsjednik i političar (* 1809.)
- 25. svibnja – Madeleine Sophie Barat, francuska svetica (* 1779.)

## Vanjske poveznice
|  | Zajednički poslužitelj ima još gradiva o temi 1865. |